# توماس اولسون
توماس اولسون (انگلیسی: Thomas Ohlsson؛ زادهٔ ۲۰ سپتامبر ۱۹۵۸) قایقران کایاک، و قایقران کانو اهل سوئد است.